# Jonathan Espericueta
Jonathan Espericueta (9 de agosto de 1994; Monterrey, Nuevo León, México) es un exfutbolista mexicano, que jugaba como mediocampista y su último club fue Atlético Veracruz de la Liga de Balompié Mexicano.

## Trayectoria

### Inicio y Tigres de la UANL
Con el campeonato que obtuvo en la Copa Mundial de Fútbol Sub-17 de 2011, Tigres lo registró con el Primer Equipo para el Torneo Apertura 2011, portando el número 45. Aunque no vio actividad durante todo el Torneo, se proclamó Campeón del Torneo con el equipo de San Nicolás de los Garza. 
Con esto, Espericueta siguió en categorías menores, en donde en el Torneo Apertura 2011 Sub-17, jugó 1 partido, en el cual marcó 1 gol, acumulando 90 minutos jugados. Fue ascendido a la Categoría Sub-20.
Una vez ascendido, jugó el Torneo Apertura 2011 Sub-20, en donde registró 12 partidos, en los cuales marcó 2 goles, acumulando 943 minutos jugados.
Para enero de 2012, fue registrado para el Torneo Clausura 2012 con los Cachorros de la UANL, filial del equipo en Segunda División, donde jugó 1 partido, en el cual marcó 1 gol, acumulando 90 minutos jugados.
Así mismo fue registrado para el mismo Torneo con la categoría Sub-20, en donde jugó 7 partidos, en los cuales marcó 2 goles, acumulando 562 minutos jugados.
Debido a que Tigres quedó en tercer lugar de la Tabla General en el Torneo Apertura 2011, obtuvo el derecho de disputar la Primera Fase de Clasificación a la Copa Libertadores 2012, en la que enfrentó a Unión Española de Chile, contra el que cayó 3-2 en marcador global. Aunque fue incluido en la Plantilla, no tuvo participación.
De igual manera que en el Torneo Clausura, para el Torneo Apertura 2012 fue inscrito con los Cachorros de la UANL, donde también jugó 1 partido, en el cual marcó 1 gol, acumulando 90 minutos jugados.
Con la categoría Sub-20, jugó 11 partidos, en los cuales marcó 5 goles, acumulando 930 minutos jugados.
Para la Concacaf Liga Campeones 2012-13 fue registrado para disputar el torneo, portando el número 50. Debutó el 18 de septiembre de 2012, ante el Real Estelí de Nicaragua, en el que entró de cambio por Abraham Stringel al minuto 70', en el cual anotó un gol. Este fue el primer partido en clubes como futbolista profesional. El partido terminó empatado 1-1.
Para el Torneo Clausura 2013, jugó en la Categoría Sub-20, donde registró 9 partidos, en los cuales marcó 3 goles, acumulando 765 minutos jugados.
Para el Torneo Apertura 2013, también se desempeñó en la Categoría Sub-20, donde registró 17 partidos, en los cuales marcó 5 goles, acumulando 1529 minutos jugados.
En la Copa MX Apertura 2013 fue registrado para disputar el torneo, portando el número 50. Debutó el 24 de julio de 2013, ante el Cruz Azul Hidalgo, en el que entró de cambio por Edgar Pacheco al minuto 45'. El partido terminó 1-0 a favor de Cruz Azul. En total, jugó 4 partidos, en los cuales no marcó ningún gol, acumulando 203 minutos.
El Torneo Clausura 2014 jugó en la Categoría Sub-20, donde registró 3 partidos, en los cuales marcó 1 gol, acumulando 270 minutos jugados.
Para la Copa MX Clausura 2013 fue registrado para disputar el torneo, portando el número 32. Debutó el 14 de enero de 2014, ante el Atlético San Luis, en el que entró de cambio por Gerardo Lugo al minuto 76'. El partido terminó 1-0 a favor de Tigres. En total, jugó 1 partido, en el cual no marcó ningún gol, acumulando 14 minutos jugados.

### Villarreal "B"
El 31 de enero del 2014 se anunció que Espericueta fue cedido al Villarreal "B" por 1 año. 
El 22 de febrero de 2014 debutó en la Segunda División B de España ante el R. C. D. Espanyol "B", en el que ingresó de cambio por Sergio Marcos González al minuto 60'. 
Espericueta marcó su primer gol el 26 de abril del 2014 contra el C.F. Badalona. El partido terminó en una victoria por 1-0 a favor del Villarreal C.F. "B".

### Tigres de la UANL
A su regreso en enero del 2015, rápidamente se integra al equipo Sub-20 para formar parte del Plantel que disputó el Torneo Clausura 2015 de la Categoría y el Torneo Clausura 2015 con el Primer Equipo portando el número 34 en ambos torneos; así como también se le registró para formar parte del Plantel que disputaría la Copa Libertadores 2015, portando el número 26.
En la Copa Libertadores 2015, Tigres se encontró en el grupo 6, mismo que lo integraron Juan Aurich de Perú, San José de Bolivia, y River Plate de Argentina. 
Debutó el 15 de abril de 2015 ante el Juan Aurich de Perú, en el que ingresó de cambio por Uvaldo Luna al minuto 53'. Su participación fue llamativa, ya que al minuto 67' asistió a Dieter Villalpando, al 74' a Enrique Esqueda, y al minuto 83' marcaría un gol. El partido finalizó con marcador de 4-5 a favor de Tigres, con el que se afianzaría el primer lugar de grupo con 14 unidades.
Quedó subcampeón de este Torneo, perdiendo la final 3-0 en marcador global en contra de River Plate de Argentina.
En el Torneo Clausura 2015, debutó el 10 de mayo del 2015 en contra de Toluca, entrando al minuto 64' por Dieter Villalpando. Este encuentro significó su debut en la Liga MX. Tigres se clasificó a la Liguilla, pero quedó fuera en cuartos de final ante Santos Laguna por marcador global de 1-0.
Jugó a la par el Torneo Clausura 2015 en la Categoría Sub-20, donde registró 13 partidos, en los cuales marcó 8 goles, acumulando 1040 minutos jugados.
Debido a que las semifinales y la final de la Copa Libertadores se aplazaron por la Copa América 2015, se conjugaron las fechas del inicio del Torneo Apertura y los juegos restantes del Torneo Continental, por lo que se separaron los planteles para cubrir con los dos compromisos. Para esto, Espericueta fue tomado en cuenta para formar parte del equipo que comenzaría con el Torneo Apertura 2015, por lo que el día 1 de agosto de 2015, fue parte de la alineación titular ante Monarcas, en el que salió de cambio al minuto 78' por Ramón García. El partido finalizó por 1-0, a favor de Monarcas.
Tigres se clasificó a Liguilla de ese Torneo, en la que Espericueta no vio acción. En cuartos de final se enfrentaron a Chiapas, al que derrotaron por marcador global de 3-1; en semifinales se enfrentaron a Toluca, al que derrotaron por marcador global de 2-0; y en la final se enfrentaron a Pumas, con el que empataron en marcador global de 4-4. Tigres quedó campeón con un marcador de 4-2 en tanda de penales.
Debido a su edad, para el Torneo Apertura 2015 Espericueta deja la categoría Sub-20 y se enfila a la Segunda División de México, específicamente a la Liga Premier de Ascenso, para formar parte de Tigres UANL Premier, filial del primer equipo. Registró 10 partidos, en los cuales marcó 4 goles, acumulando 900 minutos, quedando Campeón de la Categoría.
Fue registrado para jugar la Concacaf Liga Campeones 2015-16. Debutó el 18 de agosto de 2015, ante el Isidro Metapán de El Salvador, en el que entró de cambio por Jairo González al minuto 63'. El partido terminó con marcador de 2-1 a favor de Tigres.
El 24 de septiembre de 2015, jugó su segundo partido en la competencia nuevamente ante el Isidro Metapán, en el que entró de cambio por Gerardo Lugo al minuto 57'. El partido terminó con marcador de 2-1 a favor de Tigres.
Para el Torneo Clausura 2016, fue inscrito dentro de la plantilla de 27 jugadores, portando el número 34, donde se integra junto con Uvaldo Luna, Genaro Castillo, y Richard Sánchez, mismos que provienen de las categorías inferiores, así como con los refuerzos Luis Silva, Lucas Zelarayán, Fernando Fernández, y Héctor Mancilla.

### Atlético de San Luis
Para junio de 2017 se oficializó su traspaso al Club Atlético de San Luis, siendo el primer refuerzo de cara al Apertura 2017 en calidad de Préstamo sin opción a compra.

### Puebla
En junio de 2018, se hace oficial el fichaje de Espericueta al Club Puebla en calidad de préstamo por 1 año sin opción a compra, regresando a la Liga MX, tras 1 año de estar en el Ascenso MX.

### Futbol amateur
Después de ser liberado por el Puebla, Espiricueta se encuentra militando en el futbol amateur.

## Clubes
| Club                | País   | Año         |
| ------------------- | ------ | ----------- |
| Villarreal C.F. "B" | España | 2014        |
| Tigres UANL         | México | 2015 - 2017 |
| Atlético San Luis   | México | 2017 - 2018 |
| Puebla              | México | 2018 - 2020 |
| Atlético Veracruz   | México | 2021        |

## Selección nacional

### Sub-17
Espericueta fue parte del equipo mexicano que participó en la Copa Mundial Sub-17. Fue uno de los jugadores más importantes de México durante el torneo y fue galardonado con el Balón de Plata como el segundo mejor jugador del torneo. Espericueta anotó su primer gol en el torneo contra el Congo, en la fase de grupos. En las semifinales, Espericueta anotó el 2-2 empate contra Alemania. El gol fue anotado directamente de un saque de esquina. México acabaría ganando el torneo superando a Uruguay en la final.

### Sub-20
Espericueta fue seleccionado para jugar el Campeonato Sub-20 2013 el que hizo 3 partidos y logró anotar un gol en la final contra Estados Unidos México ganó el partido 3-1 y se coronó campeón del torneo. Formó parte del equipo mexicano que participó con la México Espericueta logró aparecer en los 4 partidos, y anotó un tiro libre contra Grecia. México fue eliminado por España en los octavos de final. Espericueta también apareció en las ediciones del Esperanzas de Toulon 2013, Esperanzas de Toulon 2014 y Esperanzas de Toulon 2015.

### Sub-22
En 2014 Espericueta fue incluido en la lista de jugadores que representaron a México en el Torneo de Fútbol Masculino de los Juegos Centroamericanos y del Caribe, Veracruz 2014.

### Participaciones en selección nacional
| Torneo                                    | Categoría                           | Sede                                | Resultado                           | Partidos | Goles |
| ----------------------------------------- | ----------------------------------- | ----------------------------------- | ----------------------------------- | -------- | ----- |
| Copa Mundial Sub-17 de 2011               | Sub-17                              | México                              | Campeón                             | 7        | 2     |
| Campeonato Sub-20 de 2013                 | Sub-20                              | México                              | Campeón                             | 3        | 1     |
| Copa Mundial Sub-20 de 2013               | Sub-20                              | Turquía                             | Octavos de final                    | 4        | 1     |
| Espereanzas de Toulon 2013                | Sub-20                              | Francia                             | Primera fase                        | 3        | 0     |
| Espereanzas de Toulon 2014                | Sub-20                              | Francia                             | Primera fase                        | 3        | 0     |
| Juegos Centroamericanos y del Caribe 2014 | Sub-22                              | México                              | Medalla de oro                      | 5        | 1     |
| Espereanzas de Toulon 2015                | Sub-22                              | Francia                             | Primera fase                        | 3        | 0     |
| Juegos Panamericanos 2015                 | Sub-22                              | Canadá                              | Medalla de plata                    | 5        | 1     |
| Total parcial en selección nacional       | Total parcial en selección nacional | Total parcial en selección nacional | Total parcial en selección nacional | 28       | 6     |

## Palmarés

### Títulos nacionales
| Título                  | Club                | País   | Año  |
| ----------------------- | ------------------- | ------ | ---- |
| Liga MX                 | Tigres UANL         | México | 2011 |
| Liga MX                 | Tigres UANL         | México | 2015 |
| Liga Premier de Ascenso | Tigres UANL Premier | México | 2015 |
| Campeón de Campeones    | Tigres UANL         | México | 2016 |
| Liga MX                 | Tigres UANL         | México | 2016 |

### Títulos internacionales
| Título                        | Equipo                    | Sede   | Año  |
| ----------------------------- | ------------------------- | ------ | ---- |
| Copa Mundial de Fútbol Sub-17 | Selección Mexicana Sub-17 | México | 2011 |

### Distinciones individuales
| Distinción                    | Año  |
| ----------------------------- | ---- |
| Balón de Plata Mundial Sub-17 | 2011 |